# Ayaslar, Doğanhisar
Ayaslar là một thị trấn thuộc huyện Doğanhisar, tỉnh Konya, Thổ Nhĩ Kỳ. Dân số thời điểm năm 2011 là 1.661 người.